# Assim
Assim é uma marca de produtos de limpeza da Flora Produtos de Higiene e Limpeza.

## História
A marca Assim foi criada em 2005, pela então empresa Assolan, para a comercialização de detergente em pó lava roupas e outros produtos de limpeza.
Com forte campanha de lançamento, a marca tornou-se conhecida rapidamente, e apresentou índices elevados de vendas, em seu período inicial.
Seu principal propósito era combater a marca Omo, do segmento premium e líder no mercado de lava roupas, através de marketing agressivo, preços acessíveis e qualidade similar, porém devido a inconsistências em sua formulação e política de preços elevados nos pontos de venda, a marca não obteve êxito, o que acarretou em altos estoques iniciais, fazendo com que o preço de seus produtos fossem extremamente reduzidos, o que a caracterizou como concorrente do segmento médio.
Cerca de três anos após o seu lançamento, a marca já contava com inexpressiva participação nos meios de divulgação, uma vez que ocorreu um desinvestimento na marca.
Em 2010, alguns de seus produtos foram relançados, com nova comunicação visual nas embalagens e o abandono da marca Assolan, como âncora.
Em outubro de 2011, a Hypermarcas (que sucedeu a Assolan em 2007) vende a marca Assim, juntamente com Mat Inset e outras para a Flora Produtos de Higiene e Limpeza S.A (fabricante dos produtos Minuano, Albany, Francis e outros), por R140 milhões de reais.

## Produtos com a marca Assim
- Amaciante para roupas
- Detergente em pó lava roupas
- Detergente líquido lava roupas
- Limpador multiuso
- Limpador para vidros
- Limpador para pisos perfumado e limpeza pesada
- Lustra móveis
- Tira manchas para roupas